# Petkau-Effekt
Der Petkau-Effekt ist die Hypothese, dass geringe Strahlendosen ionisierender Strahlung eine stärkere negative Wirkung auf den Organismus haben, als dies bei einer linearen Dosis-Wirkungs-Beziehung anzunehmen wäre.
Abram Petkau publizierte im Jahr 1972 erste Untersuchungsergebnisse, nach denen bei einer geringeren Strahlendosisleistung über einen längeren Zeitraum eine niedrigere Gesamtdosis benötigt wird, um Zellmembrane aufzubrechen. Spätestens 1977 wurde dieser Zusammenhang Petkau-Effekt genannt; 1985 wurde der Begriff von Ralph Graeub in einem Buchtitel so verwendet.
Eine lineare Dosis-Wirkungs-Beziehung ist nach Ansicht der meisten Strahlenschutz-Fachleute eine konservative Oberabschätzung der Gefahren durch ionisierende Strahlung, wobei die Fähigkeit der Zellen, Erbgutschäden zu reparieren, aus Sicherheitsgründen ignoriert wird. Dem Petkau-Effekt diametral entgegen steht die Hypothese der Strahlenhormesis, die eine gesundheitsfördernde Wirkung kleiner Strahlendosen annimmt.
Petkaus Versuche werden als „nicht anwendbar“ für Aussagen zur Dosis-Wirkungs-Beziehung bezeichnet, da sie an totem organischen Material erfolgten.